# Yamaha XVZ 1300 Royal Star

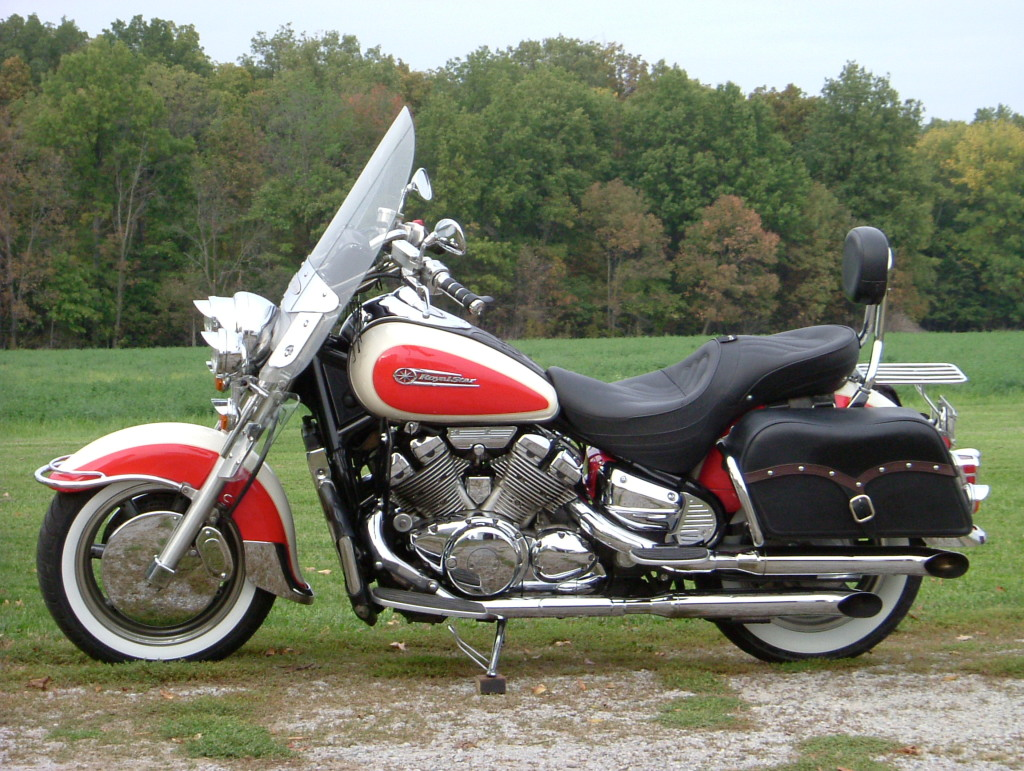
1996 Yamaha Royal Star

1996 stellte Yamaha das XVZ 1300 Royal Star Motorrad vor. Das Modell nutzt ebenfalls die Basis-Antriebs-Konfiguration der Yamaha Venture Royale.
Andere Modelle mit diesem Antrieb sind die Yamaha Royal Star Venture, die Royal Star Tour Deluxe, und die V-Max.

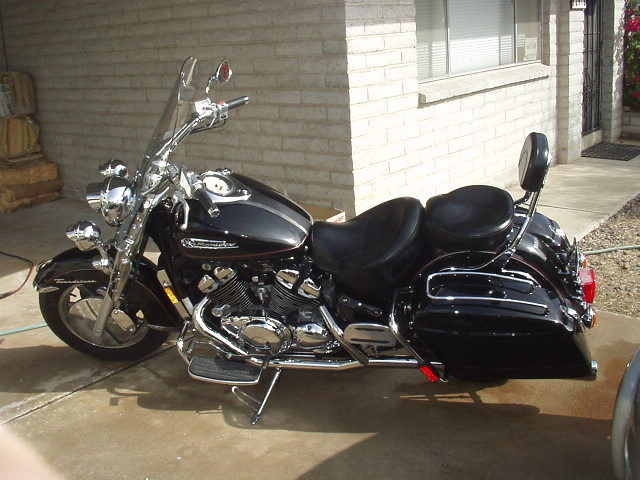
1997 Yamaha Royal Star Tour Deluxe

## Aussehen
Die Yamaha Royal Star war das erste Modell, welches Yamaha unter dem Namen Star Motorrad vorstellte.
Die Modelle Standard und Tour Classic wurden von Beginn angeboten. Das Standard Modell hat vier Auspuffrohre und kein Windschild oder Packtaschen, diese waren aber als Zubehör verfügbar. Das Modell Tour Classic ebenfalls vier Auspuffrohre, ein Windschild und Packtaschen. Im Jahr 1997 wurde eine Tour Deluxe version vorgestellt. Diese hat nur zwei Auspuffrohre, ein Windschild und feste Seitenkoffer.
Bei der Tour Classic und der Tour Deluxe beträgt die Sitzhöhe 720 mm, der Radstand beträgt 1690 mm, einem fahrfertigen Gewicht von 377 kg. Das Standard Modell war etwas leichter und die Sitzhöhe etwas niedriger.

## Mechanik

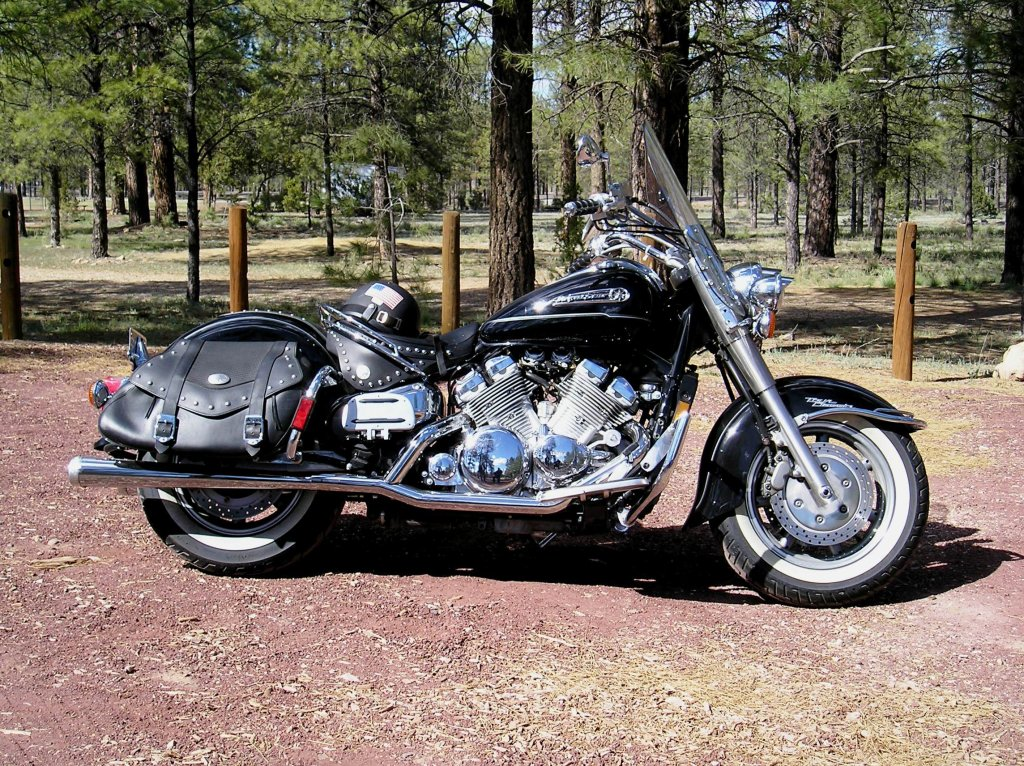
2000 Yamaha Royal Star Tour Classic

Der Antrieb der Royal Star beinhaltet einen flüssigkeitsgekühlten 1294 ccm V4-Motor. Der Motor verfügt über vier Ventile pro Zylinder und obenliegende Nockenwellen. Das klauengeschaltete Fünfganggetriebe (der fünfte Gang ist als Overdrive lang ausgelegt), ist Teil des Motorgehäuses und Motor und Getriebe teilen sich dasselbe Öl. Die Kardanwelle und der Endantrieb sind in der linken Seite der Zweiarmschwinge verbaut. Der hintere Stoßdämpfer ist über Umlenkhebel mit der Schwinge verbunden. Die Mehrscheiben-Ölbad-Kupplung wird hydraulisch betätigt.